# Charles Brandon, 1. Duke of Suffolk

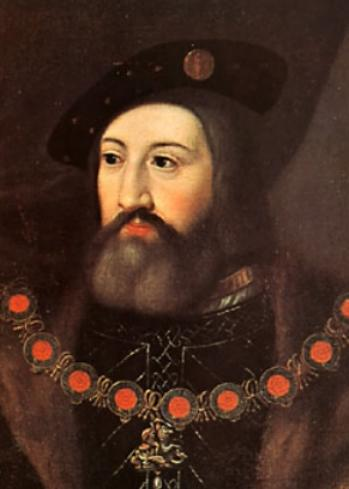
Charles Brandon, 1. Duke of Suffolk, Ausschnitt aus dem Hochzeitsporträt mit seiner dritten Frau Mary Tudor

Charles Brandon, 1. Duke of Suffolk KG (* um 1484; † 22. August 1545 auf Guildford Castle in Surrey) war ein englischer Adeliger, Feldherr und Günstling Heinrichs VIII. Geboren als Sohn eines einfachen Ritters stieg er innerhalb kürzester Zeit weit auf, der König erhob ihn 1514 zum Erstaunen vieler Zeitgenossen zum Herzog von Suffolk. 1515 heiratete er ohne Erlaubnis die Schwester des Königs, Mary Tudor, Witwe des französischen Königs Ludwig XII., Heinrich verzieh den Eheleuten aber. Über beider Tochter Frances Brandon sind sie Großeltern der Königin Jane Grey.
Als Feldherr stand Charles Brandon dreimal an der Spitze einer englischen Invasionsarmee in Frankreich (1513, 1523 und 1544).

## Leben

### Herkunft und Kindheit

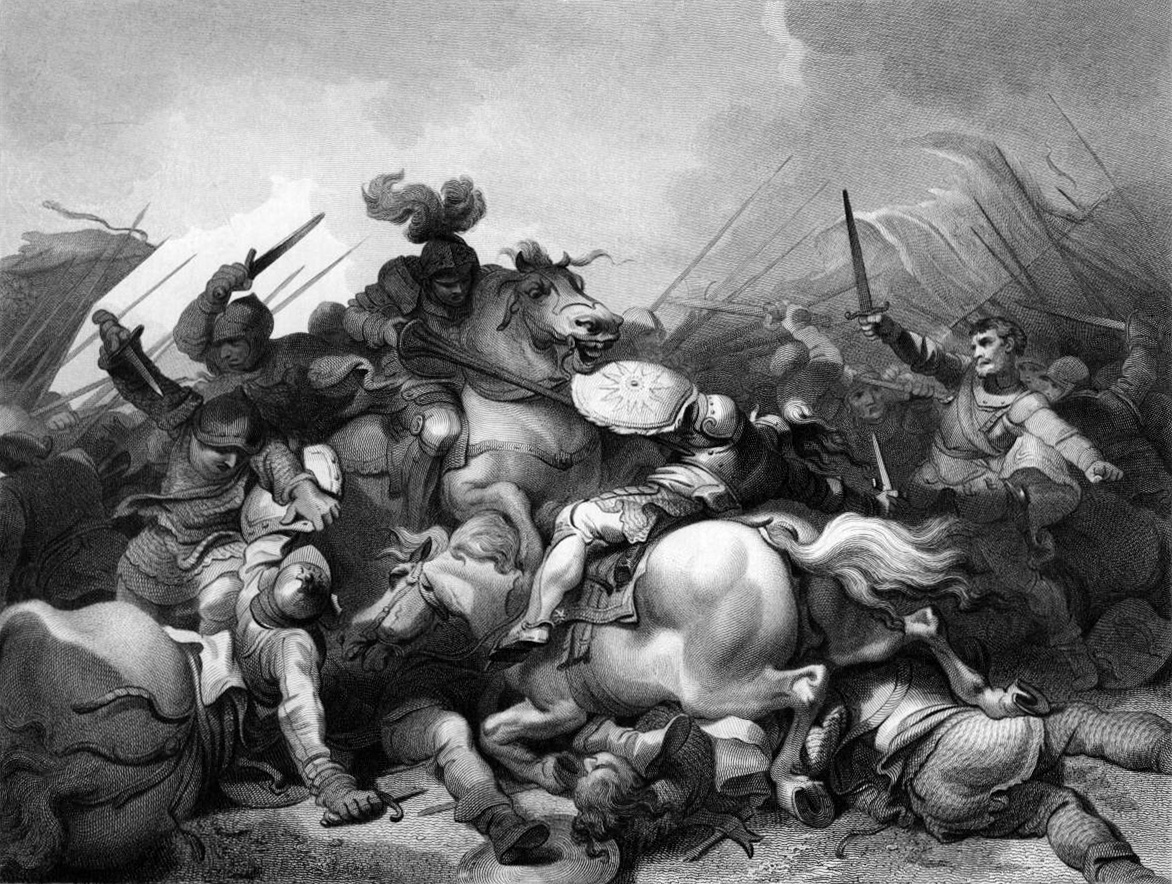
Die Schlacht von Bosworth von Philipp Jakob Loutherbourg dem Jüngeren, 1804

Charles Brandon war der Sohn des William Brandon und der Elizabeth Bruyn, Tochter und Erbin des Sir Henry Bruyn of South Ockendon in Essex. William und sein Bruder Thomas setzten auf den Sturz von König Richard III. und beteiligten sich an der Rebellion von Edward Stafford, Herzog von Buckingham. Nach deren Scheitern flohen sie in die Bretagne und schlossen sich dort Heinrich Tudor, Earl of Richmond an, der ebenfalls Anspruch auf den englischen Thron erhob. Williams Frau folgte ihm dorthin und nach einigen Quellen kam 1484 ihr erster Sohn in Paris zur Welt, entweder Charles oder sein Bruder William. Es gibt Hinweise, dass Charles nach dem französischen König Karl VIII. benannt wurde. 1485 kehrte William Brandon mit Heinrich Tudors Invasionsarmee nach England zurück. In der Schlacht von Bosworth Field wurde er als Heinrichs Bannerträger von Richard III. höchstpersönlich getötet.

### Frühe Jahre bei Hofe
Als im März 1494 seine Mutter starb, wurde Charles Brandon zur Waise. Höchstwahrscheinlich auf Betreiben seines Onkels Sir Thomas Brandon, der mittlerweile ein wichtiges Amt bei Hofe innehatte, kam er an den Hof Heinrichs VII. 1501 bediente er den Kronprinzen Arthur am Morgen nach dessen Hochzeitsnacht, begleitete ihn aber anschließend nicht in seine neue Residenz nach Ludlow. Es gibt auch keinen Hinweis, dass er jemals im Haushalt Prinz Heinrichs gewesen oder gar mit ihm erzogen worden ist, wie später vielfach behauptet wurde, unter anderem von dem Chronisten William Dugdale, der aber erst weit über ein Jahrhundert später lebte und kein Zeitzeuge war. Brandon hatte dennoch enge Verbindungen zu Heinrichs Haushalt, über seine Tante Mary Redyng, die als Edeldame in dessen Haushalt diente und ihren Mann, der dessen Kämmerer war. Ab etwa 1503 war Charles bei Hofe einer der Diener, die den König bei Tisch bedienten und zwischen 1505 und 1509 war er Rittmeister für den Earl of Essex. Mit Heinrich sollten ihn später vielfältige Interessen verbinden, vor allem die Liebe zu sportlichen Betätigungen wie dem Tjosten und Real Tennis und es entstand eine lebenslange Freundschaft.

### Der Aufstieg
Als Heinrich 1509 zum König gekrönt wurde, stand Charles Brandon bereits hoch in dessen Gunst. Was folgte, war ein kometenhafter Aufstieg – typisch für die Tudorzeit. In nur fünf Jahren brachte Charles es vom einfachen Esquire zum Herzog, einer der höchsten Würden in England. Seit 1505 war Charles mit Anne Browne verlobt, der Tochter des Gouverneurs von Calais. Anne und Charles waren sich „per verba de praesenti“ versprochen, nach kanonischem Recht ein bindender Vertrag. 1506 wurde ihre Tochter Anne Brandon geboren (nachmals Gemahlin des Edward Grey, 3. Baron Grey of Powys), doch Charles heiratete 1506 Anne Brownes reiche Tante Margaret Neville (* 1466), Nichte des „Königsmachers“ Richard Neville, 16. Earl of Warwick. Diese Ehe wurde auf Betreiben der Familie Browne 1507 aber aufgelöst und 1508 heiratete Charles Anne Browne schließlich offiziell. Eine weitere Tochter Mary (nachmals Gemahlin des Thomas Stanley, 2. Baron Monteagle) wurde 1510 geboren. Zwei Jahre später starb Anne Browne.
1512 verlobte Charles sich mit seinem Mündel, der 8-jährigen Waisen Elizabeth Grey, Tochter und Erbin des Lord Lisle of Sparsholt in Berkshire. König Heinrich VIII. verlieh ihm deshalb am 15. Mai 1513 den Titel des Viscount Lisle. Elizabeth weigerte sich bei Erreichen der Volljährigkeit jedoch, Charles zu heiraten, und wurde später Gemahlin des Henry Courtenay, 1. Marquess of Exeter. Der neue Viscount Lisle begleitete den König sowohl nach Frankreich als auch in die Niederlande, wo mit Kaiser Maximilian I. und dessen Tochter, der Statthalterin Margarete über eine Ehe von Maximilians Enkel Karl und Heinrichs Schwester Mary verhandelt wurde. Bei dieser Gelegenheit war Charles durch sein vertrautes Verhalten zur Statthalterin aufgefallen.

### Herzog von Suffolk und Schwager des Königs
Am 1. Februar 1514 wurde Charles durch den König zum Herzog von Suffolk erhoben. Der Titel und der damit verbundene umfangreiche Besitz stammte von der enteigneten Familie de la Pole. Damit war Brandon einer von nur drei Herzögen in England (neben Norfolk und Buckingham). Sein und der Einfluss Wolseys auf den König wurden außerordentlich hoch eingeschätzt.
Im selben Jahr wichen die Habsburger von dem Eheprojekt mit Mary zurück und als Ludwig XII. von Frankreich neben Frieden auch um die Hand der Prinzessin bat, wurde sie diesem versprochen. Mary, Lieblingsschwester des Königs, war unter der Bedingung einverstanden, dass sie sich ihren nächsten Ehemann selbst aussuchen könnte. Zu jener Zeit bestand schon ein Liebesverhältnis zwischen ihr und Charles Brandon. Mary heiratete den französischen König am 13. August 1514.

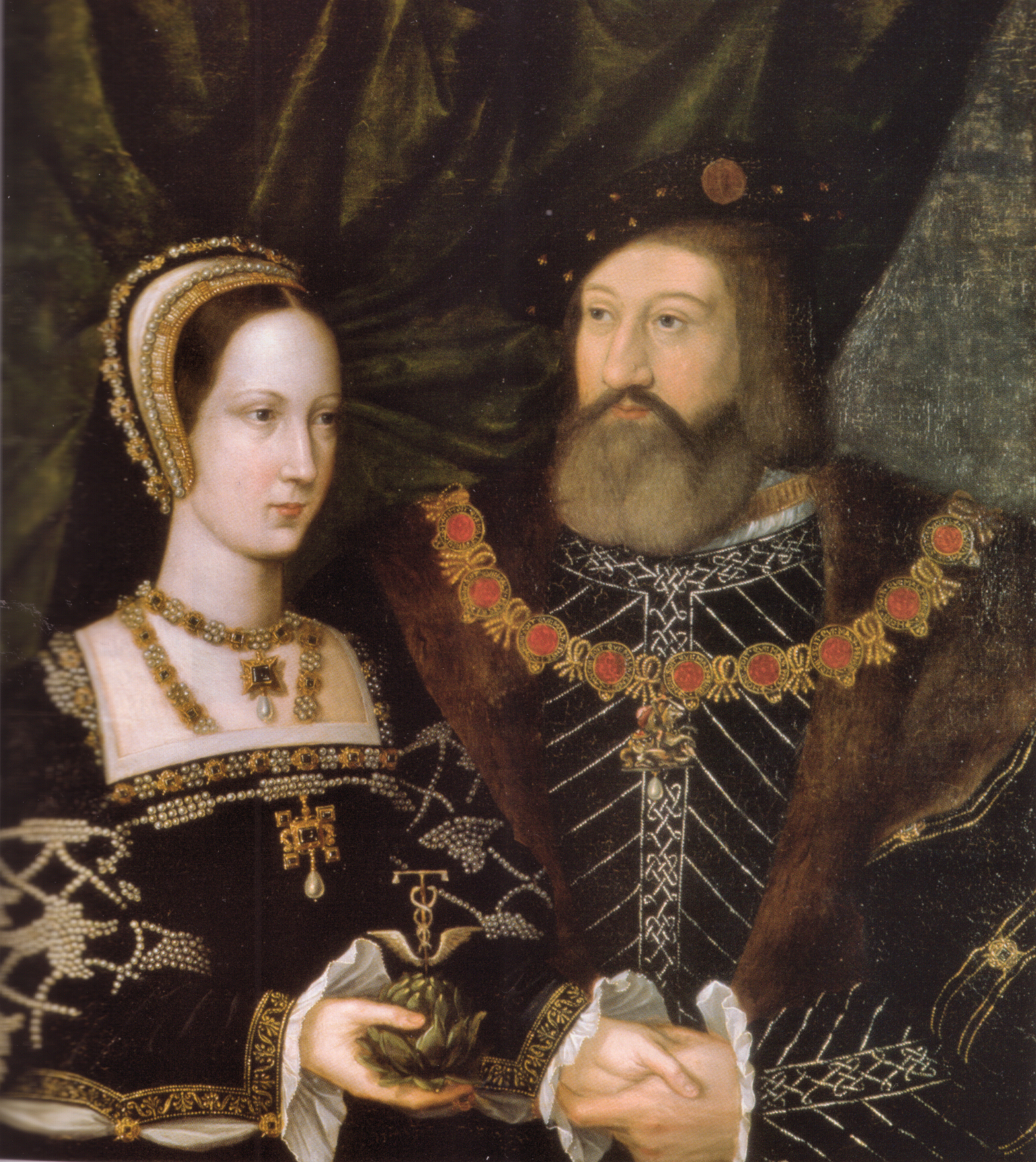
Hochzeitsbildnis von Charles Brandon und Mary Tudor

Ludwig XII. starb plötzlich kurz darauf am 31. Dezember 1514. Den neuen französischen König Franz I. weihte Mary in ihre Liebe zu Brandon ein, da er daran interessiert war, die französische Exkönigin mit einem seiner Landsleute zu verheiraten oder sie gar selbst zu ehelichen. Auch die Ehe mit dem Habsburger Karl kam wieder ins Gespräch.
Die diplomatische Mission, die Königin nach England zurückzuholen und dem neuen König von Frankreich Heinrichs VIII. Glückwünsche zu überbringen, wurde Charles Brandon übertragen. Nach einem Zusammentreffen mit Franz I. am 1. Februar 1515 in Senlis heirateten Charles und Mary heimlich im Februar 1515 in Cluny. Franz I. verlangte als Gegenleistung für seine Zustimmung zur Ehe die Aufgabe der englischen Forderungen nach Marys Mitgift. Ebenso forderte die englische Seite durch Wolsey und Heinrich die volle Rückzahlung der Aussteuer der Prinzessin.
Am 13. Mai 1515 fand die offizielle Vermählung Brandons mit Prinzessin Mary unter Anwesenheit des Königspaares in Greenwich Palace statt. Obwohl Brandon nun offiziell der Schwager des Königs war, musste er sich nach wie vor dem Hofprotokoll unterwerfen und seiner Frau bei feierlichen Anlässen den Vortritt bei Hofe überlassen. Ihm wurde also keinesfalls der gleiche Status eingeräumt wie Mary. Deutlich wird dieses Verhältnis durch ein Motto, unter dem Charles Brandon nach der offiziellen Eheschließung in ein Turnier ritt:
| Cloth of gold, do not despise Though thou be match’d with cloth of frieze; Cloth of frieze, be not too bold Though thou be match’d with cloth of gold | Goldbrokat, verachte nicht Dass sich Leinen mit dir flicht; Leinen, triumphiere nicht Dass Goldbrokat sich mit dir flicht. |  |

Goldbrokat war ein edler, kostbarer Stoff und somit eine Umschreibung für Mary, die im Gedicht gebeten wird, das schlichte Leinen, mit dem sie sich zusammentat, nicht zu verachten. Leinen war ein billiger, weit verbreiteter Stoff, der auch vom einfachen Volk getragen wurde. Der Stoff symbolisiert somit Charles Brandon, der im Gedicht trotz seiner Verbindung zum Goldbrokat – also Prinzessin Mary – ermahnt wird, nicht überheblich zu werden.
Am 11. März 1516 gebar die Prinzessin das erste Kind der Ehe, einen Sohn, der nach dem König Henry genannt wurde, jedoch schon 1522 verstarb. 1517 und etwa 1519 folgten noch zwei Töchter Frances Brandon und Eleanor Brandon und 1523 ein zweiter Sohn, der ebenfalls Henry Brandon genannt wurde. Die genauen Geburtsdaten der beiden jüngeren Kinder sind nicht bekannt.
Brandon nahm am Treffen Heinrichs VIII. und Franz I., dem sogenannten Camp du Drap d’Or, 1520 teil und seine Frau half dabei, Anne Boleyn in den Hofstaat der Königin Katharina aufzunehmen. 1523 musste er zugunsten von Arthur Plantagenet auf den Titel des Viscount Lisle verzichten. Plantagenet, als unehelicher Sohn von Eduard IV. der Onkel des Königs, war mit Elizabeth Grey verheiratet, der Tante von Brandons früherer Verlobten, die nach dem Tod ihrer Nichte 1519 Baroness Lisle war. Im Rahmen der für Königin Katharina demütigenden Erhebung des Henry Fitzroy zum Duke of Richmond and Somerset wurde auch Brandons Sohn zum Earl of Lincoln ernannt. Zu jener Zeit erkrankte Mary schwer, die Rückzahlung ihrer Mitgift ließ die Prinzessin zunehmend verschulden. Sie starb am 26. Juni 1533, während Brandon für die Krönungsfeierlichkeiten von Anne Boleyn verantwortlich war.
Anfang September 1533, kurz nach dem Tod von Mary, heiratete Charles Brandon die reiche, vierzehnjährige Katherine Willoughby, 12. Baroness Willoughby de Eresby. In einem Brief an Kaiser Karl V. erwähnt der spanische Botschafter Eustace Chapuys die Eheschließung mit den Worten: „Nächsten Sonntag wird der Herzog die Tochter einer spanischen Dame namens Lady Willoughby heiraten“, und kommentiert ironisch: „Damit hat der Herzog den Damen einen Dienst erwiesen. Wenn sie wie üblich getadelt werden, dass sie sofort nach dem Tod ihres Mannes erneut geheiratet haben, können sie sich auf sein Beispiel berufen.“
1534 starb auch Brandons zweiter Sohn Henry, Earl of Lincoln, im Alter von nur zehn oder elf Jahren. Brandon blieb dem König verbunden, er stand am Schafott bei der Hinrichtung von Anne Boleyn und führte Maßnahmen gegen die Pilgrimage of Grace. Die letzten Jahre verbrachte Suffolk ruhig und vermögend, Heinrich hatte ihm reichlich eingezogenes Kirchenvermögen übereignet. Die beiden Söhne seiner vierten Ehe, Henry und Charles, starben am 14. Juli 1551 am Englischen Schweiß.

## Nachkommen
| Name                                    | Geburt                    | Tod                | Zusätzliches |
| Mit Anne Browne                         | Mit Anne Browne           | Mit Anne Browne    | Mit Anne Browne |
| --------------------------------------- | ------------------------- | ------------------ | --- |
| Anne Brandon, Baroness Grey of Powys    | ca. 1507–1509             | Januar 1558        | ⚭ Edward Grey, 3. Baron Grey of Powys trennte sich später jedoch von ihrem Mann und lebte öffentlich mit ihrem Liebhaber Randall Haworth zusammen |
| Mary Brandon, Lady Monteagle            | 2. Juni 1510              | zw. 1540–44        | ⚭ Thomas Stanley, 2. Baron Monteagle |
| Mit Mary Tudor                          |                           |                    | |
| Henry Brandon                           | 11. März 1516, Bath Place | vor 1522           | starb kinderlos |
| Frances Brandon, Duchess of Suffolk     | 16. Juli 1517             | 20. November 1559  | ⚭ 1. 1533 Henry Grey, 3. Marquess of Dorset ⚭ 2. 1555 Adrian Stokes                                                                               |
| Eleanor Brandon, Countess of Cumberland | zwischen 1518 und 1521    | 27. September 1547 | ⚭ Henry Clifford, 2. Earl of Cumberland |
| Henry Brandon, 1. Earl of Lincoln       | ca. 1522/23               | 1. März 1534       | starb kinderlos |
| Mit Katherine Willoughby                |                           |                    | |
| Henry Brandon, 2. Duke of Suffolk       | 18. September 1535        | 14. Juli 1551      | starb am Englischen Schweiß; blieb kinderlos |
| Charles Brandon, 3. Duke of Suffolk     | ca. 1537                  | 14. Juli 1551      | starb eine Stunde nach seinem Bruder am Englischen Schweiß; blieb kinderlos                                                                       |
| Uneheliche Kinder                       |                           |                    | |
| Charles Brandon                         | ca. 1521                  | 12. August 1551    | ⚭ Elizabeth, Witwe des Sir James Strangways wurde 1544 während der Frankreichkampagne von seinem Vater zum Ritter geschlagen                      |
| Frances Brandon                         | unbekannt                 | unbekannt          | ⚭ 1. William Sandon ⚭ 2. Andrew Bilsby |
| Mary Brandon                            | unbekannt                 | unbekannt          | ⚭ Robert Ball of Scottow, Norfolk |

Siehe auch: Haus Brandon

## Darstellung in Film und Buch
Die Liebesgeschichte zwischen Charles Brandon und Mary Tudor und seine Freundschaft zu Heinrich VIII. regten vielfach zu Verfilmungen und Romanen an, ebenso taucht er als Nebencharakter in historischen Romanen und Filmen der Tudorzeit auf:

### Belletristik
- Heinrich VIII. von William Shakespeare, 1612/13
- English Adventures, by a Person of Honour, Novelle, vermutlich von Roger Boyle, in der Liebesgeschichten am Hof Heinrich VIII. erzählt werden, darin auch die fiktionale 'History of Brandon', Kurzzusammenfassung in Thomas Othway, Edgar Schumacher auf googlebooks, 1676
- When Knighthood was in Flower (Als das Rittertum in Blüte stand) von Charles Major, Online auf Archive.org zu lesen (englischsprachig), 1898
- Mary, Queen of France von Jean Plaidy, 1964
- The Reluctant Queen von Molly Costain Haycraft, 1974
- Princess of Desire von Maureen Peters, 1978
- The Secret Bride: In the Court of Henry VIII. von Diane Haeger, 2008
- Nebencharakter in Wolf Hall von Hilary Mantel, über das Leben Thomas Cromwells, das 2009 den Booker Prize gewann, 2009

### Film
- Henry VIII., gespielt von Edward O’Neill, 1911
- When Knighthood Was in Flower, gespielt von Forrest Stanley, Schwarz-Weiß-Film, basierend auf dem gleichnamigen Roman von Charles Major, 1922
- Eine Prinzessin verliebt sich (The Sword and the Rose), gespielt von Richard Todd, basiert ebenfalls auf dem Roman von Charles Major, 1953
- The Six Wives of Henry VIII - Catherine of Aragon, Fernsehserie, gespielt von Raymond Adamson, 1970
- Henry VIII and His Six Wives, gespielt von Brian Blessed, 1972
- The Famous History of the Life of King Henry the Eight, gespielt von Lewis Fiander, 1979
- Die Tudors, historische Fernsehserie, gespielt von Henry Cavill, 2007–2010